# Britta von Lojewski
Britta von Lojewski (* 22. März 1963 in Stuttgart) ist eine deutsche Journalistin und Radio- und Fernsehmoderatorin. Populär wurde sie vor allem als Moderatorin der Sendung Kochduell beim Fernsehsender VOX.

## Leben
Britta von Lojewski ist die Tochter des Rosenheimer Journalisten Günter von Lojewski und nicht näher verwandt mit Wolf von Lojewski oder Günther von Lojewski. Sie besuchte die Hamburger Schauspielschule. 1983 erhielt sie eine Stelle als Redakteurin und Moderatorin beim NDR-Radio. Dort moderierte sie unter anderem die Sendung Der Club. Von Oktober 1985 bis März 1986 moderierte sie mit Kay Ewen auf NDR 1 Welle Nord am Samstag Vormittag eine Sendung. Von 1987 bis 1993 arbeitete von Lojewski beim Privatsender Radio Hamburg, bei dessen Aufbau sie mitwirkte. 1988 produzierte Bernie Paul mit ihr und Rüdiger Wolff unter dem Namen Heartbeat den Titel Touch of your Smile, der bei Virgin erschien.
Ab 1992 war sie für Fernsehsender tätig, zunächst in Wat köst de Welt bei RTL Nord Live. Es folgten Highlive (RIAS-TV, 1992), Nachrichten (RTL Nord Live, 1993), Die 9.00 Uhr Show (RTL, 1993), Nachts (RTL, 1994), Frieda (tm3, 1995/96), Lokalrunde (WDR, 1996) und Junges Glück (Sat.1, 1997).
1994 sorgte in der von ihr moderierten Talkshow Nachts (RTL) eine Prostituierte für Aufsehen, die über die Sexualpraktiken eines FDP-Politikers erzählte, ohne dass ihre Ausführungen von der Moderatorin hinterfragt wurden. Zwei Tage nach der Ausstrahlung war die Sendung abgesetzt.
Vom 1. September 1997 bis zum 25. August 2005 moderierte Britta von Lojewski die Sendung Kochduell bei VOX, 1998/99 dort auch Promi-Kochduell, 2002 Ein roter Teppich für … Dirk Bach (WDR Fernsehen). 2003 wirkte sie in der 2. Folge der WDR-Fernsehserie Das Comedy-Hotel mit. 2007 schloss sie in London bei Richard Bandler eine Ausbildung zum „Licensed Master NLP“ ab.
Im Mai 2015 wurde bei Britta von Lojewski Brustkrebs diagnostiziert. In einem Interview im Juli 2016 gab sie an, krebsfrei zu sein.
Darüber hinaus musste sie Privatinsolvenz anmelden, da sie sich mit Immobilien in Ostdeutschland verspekuliert hatte.
Seit 2020 lebt sie auf der Nordseeinsel  Amrum.